# Негровец
Не́гровец (укр. Негровець) — село в Колочавской сельской общине Хустского района Закарпатской области Украины. Расположено в 20 км от Межгорья, над селом возвышается гора Негровец (1707,3 м).
Население по переписи 2024 года составляло 2200 человек. Почтовый индекс — 90042. Телефонный код — 3146. Занимает площадь 0,624 км². Код КОАТУУ — 2122484001.
У села расположен гидрологически-ботанический заказник — Болото Глуханя.